# Narcisseae
Narcisseae är ett tribus i familjen amaryllisväxter med två släkten från Europa, Nordafrika och västra Asien.

## Släkten
Krokusliljesläktet (Sternbergia)
Narcissläktet (Narcissus)